# Anton Duhan
Anton Duhan (* 23. August 1882 in Woitzdorf in Mähren; † 14. März 1958) war ein österreichischer Richter am OGH und ein deutscher Reichsanwalt.

## Leben
Der Sohn eines katholischen Forstverwalters legte 1905 die Judizielle Staatsprüfung „genügend“ ab. Er war promoviert. 1907 wurde er Auskultant beim Landesgericht Wien. Die Richteramtsprüfung bestand er 1910 „gut“. 1911 wurde er zum Richter in Hainburg an der Donau ernannt und 1917 nach Mödling versetzt. Im März 1918 wurde er dort zum Bezirksrichter befördert. 1921 folgte die Beförderung zum Landgerichtsrat in Mödling. 1923 bekam er den Titel Oberlandesgerichtsrat. Ab 1. Mai 1929 wurde er mit der Leitung der Präsidialgeschäfte des OGH Wien betraut und 1931 Präsidialsekretär. Im Juli 1936 wurde er Rat des OGH.
Nach dem „Anschluss“ Österreichs an das nationalsozialistische Deutsche Reich wurde Duhan am 1. April 1939 zur Reichsanwaltschaft beim Reichsgericht als Reichsanwalt berufen, der er bis zum Ruhestand am 1. April 1942 angehörte. Als Reichsanwalt bearbeitete er in der Abteilung 6 die Nichtigkeitsbeschwerden.
Duhan wurde am Ottakringer Friedhof in Wien bestattet.

## Parteizugehörigkeit
- 1906 bis 1930 Großdeutsche Partei
- März 1934 bis März 1938 Vaterländische Front
- Parteianwärter der NSDAP